# Витановићи Доњи
Витановићи Доњи су насељено мјесто у саставу дистрикта Брчко, БиХ.

## Становништво
| Националност       | 1991.        |
| Хрвати             | 324 (77,33%) |
| Срби               | 82 (19,57%)  |
| Муслимани          | 5 (1,19%)    |
| Југословени        | 4 (0,95%)    |
| остали и непознато | 4 (0,95%)    |
| Укупно             | 419          |